# Atmosphere-Space Interactions Monitor

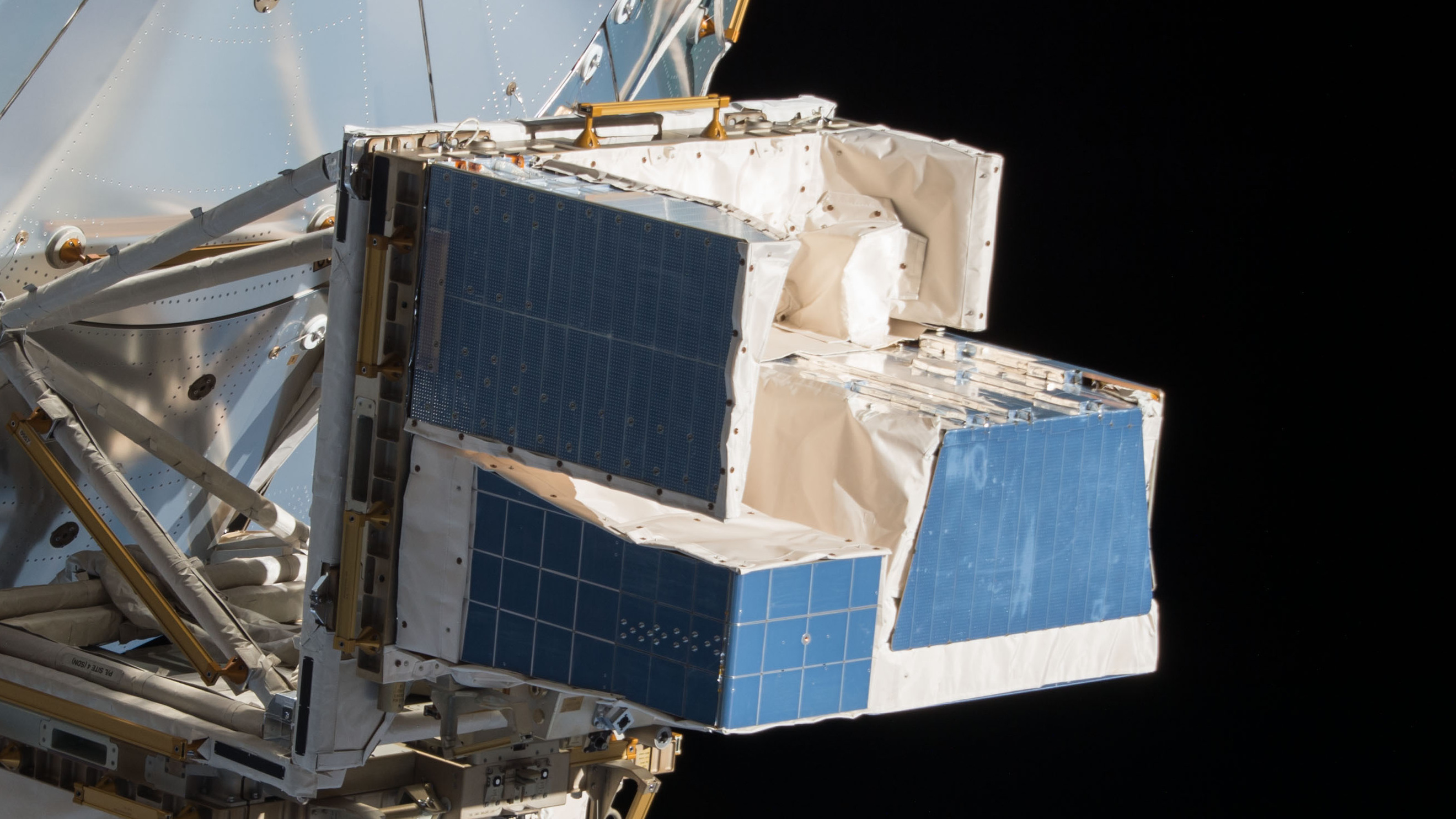
ASIM instalada en el exterior del módulo Columbus en la ISS

Atmosphere-Space Interactions Monitor (ASIM) es una misión proyectada por la Agencia Espacial Europea (ESA) cuyo objetivo es colocar cámaras y detectores de rayos X y rayos γ en la Estación Espacial Internacional (ISS), desde donde se podrá observar la atmósfera superior para estudiar sprites, jets y duendes, y destellos de rayos gamma terrestres relacionados con tormentas eléctricas. Con las mediciones de estos fenómenos directamente desde el espacio se espera tener un mayor conocimiento de la atmósfera superior de la Tierra.
Los componentes de la ASIM, que en principio se pensó tenerlos preparados en el año 2014 pero por diversos motivos no estuvieron listos hasta el año 2018, con lo que formaron parte de la misión SpaceX CRS-14, lanzada el 2 de abril de 2018 hacia la ISS, el 13 de abril de 2018 se instalaron como carga útil en el módulo Columbus – External Payload Facility. La compañía tecnológica danesa Terma A/S es la encargada de la dirección de la parte técnica del proyecto para ESA y el DTU Space (Instituto Nacional del Espacio) de la Universidad Técnica de Dinamarca proporciona el equipo científico del proyecto. Las operaciones de la misión se realizarán desde el Belgian Institute for Space Aeronomy (B.USOC) en Uccle, Bélgica.

## Instrumentos
La carga útil de ASIM tiene una masa de 314 kg (692 lb) y consta de subsistemas, el Columbus External Payload Adapter (CEPA) y el Data Handling and Power Unit (DHPU), y dos instrumentos científicos, el Modular X and Gamma Ray Instrument (MXGS) y Modular Multi-Imaging Assembly (MMIA):
- El CEPA y la DHPU conforman las conexiones estructurales y eléctricas, respectivamente, al módulo Columbus de la Estación Espacial Internacional.
- El MXGS está formado por dos detectores de rayos gamma terrestres (TGF). El detector de baja energía sensible, desde 15 keV a 400 keV, y el detector de alta energía sensible, desde 200 keV a 40 MeV.
- El MMIA es un sistema óptico de imágenes capaz de observar 12 fotogramas por segundo constantemente en las bandas 777,4 nm y 337 nm a intervalos de 5 nm de ancho.